# Banco Español del Río de la Plata

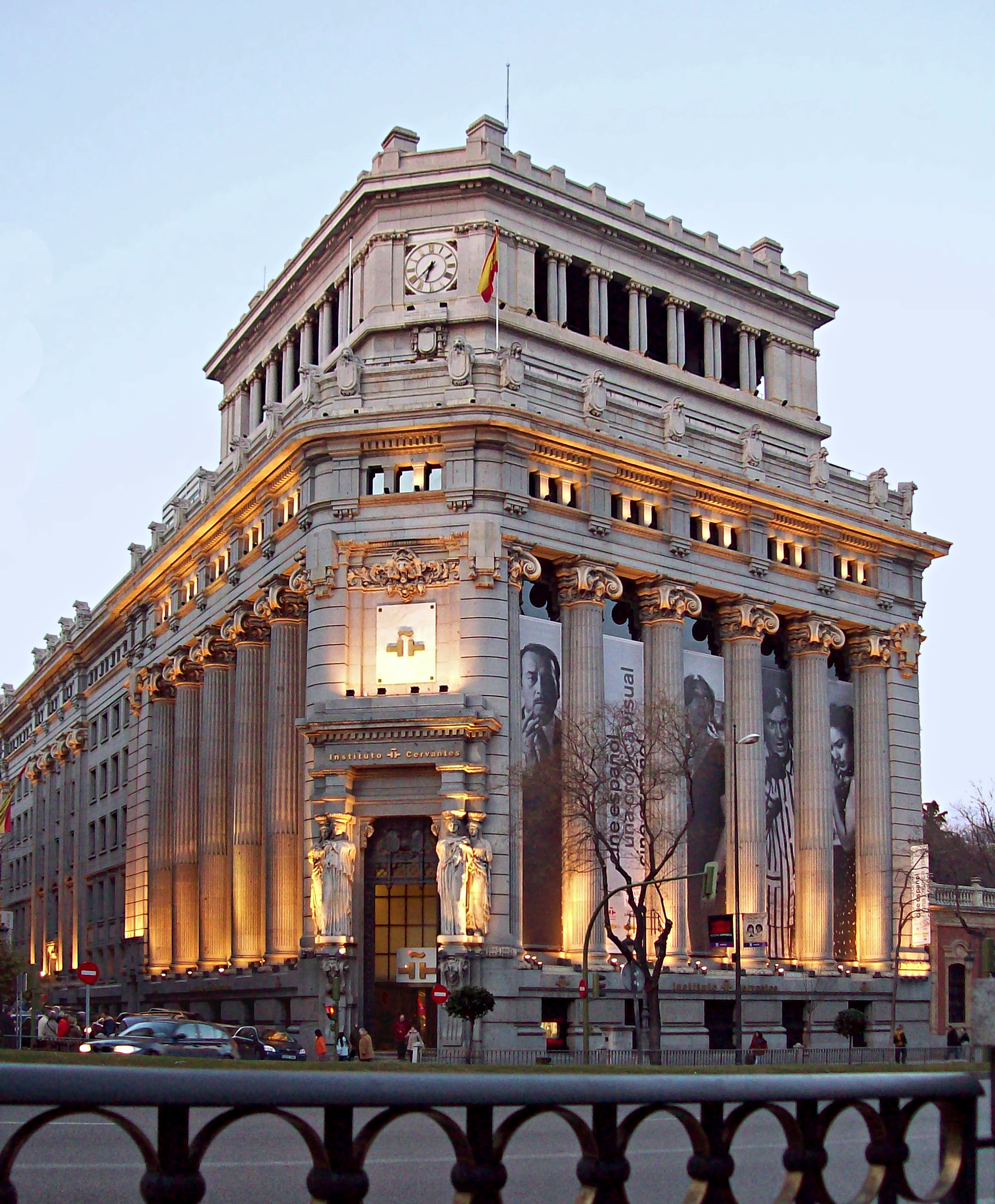
La casa central del Banco Español en Madrid.

El Banco Español del Río de la Plata fue una entidad bancaria hispano-argentina con sede en Buenos Aires y Madrid, fundada el 2 de enero de 1887. 

## Historia
El 5 de agosto de 1886 en una Asamblea celebrada por cincuenta socios fundadores, por iniciativa de Augusto J. Coelho se aprobó su construcción. El Gobierno de la Nación aprobó los Estatutos Sociales el 1 de septiembre de 1886 y el 3 de enero de 1887, abrió sus puertas en un local de la calle Piedad (hoy Bartolomé Mitre) de la Ciudad de Buenos Aires.
A pesar de haber abierto sus operaciones en la burbuja financiera que vivió Argentina entre 1886 y 1890, el BERP acaparó la atención del público por su capacidad para sortear la crisis de 1890. En contraste con las dificultades que se extendían entre los establecimientos bancarios en aquella época, incluyendo el cierre definitivo del Banco Nacional y el del Banco Provincia por 15 años. Entre mayo y junio de 1891 se observó el cierre de casi todos los establecimientos bancarios, siendo la excepción el Banco de Londres y Río de la Plata. El éxito del banco radicó principalmente en el mantenimiento de un alto porcentaje de reservas en efectivo, superior al 50% de los depósitos, además de “haber mantenido una cartera de créditos fácilmente movilizables".

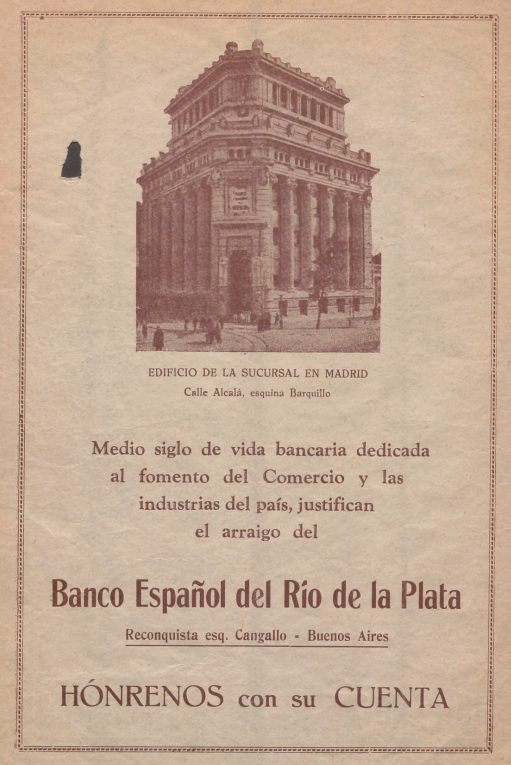
Aviso publicitario del Banco Español del Río de la Plata en la revista argentina Hojas españolas, en marzo de 1934

En 1905 inauguró su casa central en la esquina de las calles Reconquista y Cangallo (hoy Tte. Gral. Perón) de Buenos Aires, obra del ingeniero y arquitecto argentino graduado en París Carlos Agote. Alrededor de ese mismo año, se inauguraron varias sedes más del banco en diferentes ciudades del país, las cuales eran réplicas de la sede de Buenos Aires con mínimos cambios, todas diseñadas por Agote. Por ejemplo, la de la esquina de las calles Gral. José de San Martín y Maipú de la ciudad de San Miguel de Tucumán (hoy Paseo Español), la de la esquina de Av. Colón y Chiclana de la ciudad de Bahía Blanca (actual Bolsa de Comercio de Bahía Blanca), la de la Av. España y Necochea de la ciudad de Mendoza, la de la ciudad de Córdoba, etc. Allí permanecieron operando hasta que el Banco Español fue comprado en 1988 por los Bancos Francés, Galicia, del Buen Ayre, Mercantil, y del Río de la Plata, posteriormente Banco Río. El Banco Galicia tiempo después compró algunas de las sedes del Banco Español del Río de la Plata, y en 2001 demolió el edificio de la casa matriz (el de Buenos Aires), pese a su valor patrimonial, y construyó en ese mismo terreno la Torre Galicia. Cabe aclarar que antes de su venta a los cinco bancos mencionados, el BERP había sido comprado por la entidad tucumana, Banco Comercial del Norte para llamarse en un futuro Banco Comercial Español, pero en el transcurso del trámite de la transferencia, hubo un cambio de regla en la corte de la suprema que no permitió a sus dueños hacer que el proyecto prosperara. Posteriormente, el banco Río pasó a ser Banco Santander Río.
La sucursal en Madrid, conocida como Edificio de las Cariátides, fue inaugurada en 29 de abril de 1918. El primer proyecto, encargado a Antonio Palacios y a su amigo y socio Joaquín Otamendi, fue realizado en 1910, el mismo año que dio comienzo la construcción de la Gran Vía.
En 1947 se transformó en el Banco Central, con la fusión de ambas entidades. Luego, en 1991, se fusionó con el Banco Hispano Americano para formar el Banco Central Hispano. A su vez, en 1999, el BCH se fusionó con el Banco Santander para formar el BSCH, que más tarde se denominó simplemente Grupo Santander.

## Arquitectura
La sucursal del Banco Español venía a reforzar el paisaje urbano del lugar, con una obra de un estilo elegante y sobrio. Desde la aparición de los primeros bancos en el mundo, los proyectistas de sus sedes encontraron en las formas sobrias de la antigüedad la imponencia suficiente y una idea asociada de estabilidad y seriedad que la imagen de la institución necesitaba.
Por otra parte, la tipología bancaria de los siglos XIX y XX presenta una propuesta de obras cerradas, con la idea de ocultar el manejo de las riquezas y defenderlas. Por ello la vocación de aparecer como edificios solemnes, expresando protección y poderío.
Ese jerarquizado acceso, que disponía de una puerta de hierro fundido, se armó con dos columnas de capiteles jónicos, sosteniendo parte de un entablamento decorado con triglifos, propios del orden dórico, y por sobre él una obra barroca, con un pequeño frontis curvo quebrado y uno de mayor tamaño rematando el edificio. Por lo demás, el banco se organizó en dos plantas, alcanzado los 14 metros de altura, y en dos partes, claramente divididas sobre la avenida. La primera, destinada al banco propiamente dicho; la segunda, para que funcionara la casa del gerente, según se estilaba entonces.
A fines de 1999 el edificio fue comprado por el Banco Galicia y el estudio Mario Roberto Álvarez diseño el edificio que hoy conocemos como Torre Galicia Central que consiste en una torre de oficinas de una altura por lejos mayor a todas las existentes en la zona, se retira varios metros del frente y deja la esquina abierta como expansión de la vereda tomando una escala más urbana en la entrada con un semicubierto, al frente sobre las calles Perón y Reconquista dejan las paredes de lo que fue el antiguo edificio.

### Valor arqueológico
Las obras de la Torre Galicia llevaron al descubrimiento de restos antiguos que datan de más de cientos de años, a raíz de este descubrimiento un equipo del Centro de Arqueología Urbana de la Universidad de Buenos Aires utilizó este hallazgo para revalorizar el Banco Español como un símbolo pertinente en el desarrollo histórico de la Ciudad de Buenos Aires y sus múltiples cambios a lo largo de la historia. 

"...Al fijar la lupa en el paisaje urbano observamos la cobertura maciza, un horizonte arquitectónico, donde sólo alguna sospecha intencionada podría pensar que debajo del mismo existen testigos de su paso por el tiempo. La sorpresa se renueva cada día, ya que éste es el caso: debajo del Banco Español se encontraron restos arqueológicos de 400 años de edad. Con esta oportunidad y la expresa voluntad de coordinación de obra, nada nos impidió investigar cada retazo volumétrico de suelo. Ese fue el objetivo, identificar los espacios que contuvieran registro arqueológico del tiempo de la ciudad para conocer la constitución local del ser occidental..." 

A pocos centímetros bajo la superficie se han encontrado depósitos arqueológicos que datan de hasta 400 años de antigüedad. Este sitio ha preservado una parte significativa de la historia de Buenos Aires a pesar de las numerosas transformaciones edilicias que ha experimentado a lo largo de los años.
Estas excavaciones arqueológicas se llevaron a cabo en cinco etapas, abarcando un área de 151 metros cuadrados, que incluyó 40 cuadrículas y tres pozos. Estas excavaciones han proporcionado una rica colección de más de 9,000 artefactos que abarcan desde el siglo XVI hasta el XX. Para comprender completamente estos artefactos, los arqueólogos tuvieron que seguir las huellas de la infraestructura doméstica antigua, lo que les permitió estudiar la compleja historia constructiva del sitio, especialmente en las áreas menos perturbadas y más intactas.
Estos hallazgos se han clasificado en diferentes categorías según los materiales, incluyendo botánicos, cerámicos, de construcción, líticos, metálicos, óseos faunísticos y entomológicos, así como objetos de vidrio. Los carbones recuperados proporcionan información valiosa sobre el manejo del paisaje, recursos combustibles y dieta a lo largo de los siglos.
Entre 1620 y 1810 la ciudad presentaba unas pocas edificaciones de importancia, -el Cabildo, las iglesias y conventos, el fuerte, la residencia del Gobernador y la recova. El resto eran construcciones modestas con techos de paja y ocasionalmente con tejas a partir del siglo XVII. El centro del poblado se ubica al sur de la plaza mayor hasta fines de siglo XVIII, en que el Riachuelo se va cegando y el proyecto de puerto se traslada frente al Convento de La Merced con la construcción de un muelle a principios de siglo XIX. De esta manera el centro comienza a moverse hacia el norte de la plaza, y abre el espacio para una nueva clase social: la burguesía portuaria. En un principio se trata de integrantes de familias patricias criollas enlazadas con inmigrantes peninsulares que desarrollan el negocio exportador de cueros y tasajo salado para el Caribe y la importación de bienes producidos por la revolución industrial europea. Esta situación genera un ámbito de prosperidad mercantil. Durante la primera mitad del siglo XIX, el interés comercial se aplica también a la ganadería, y lentamente a la agricultura. También se ponen en práctica nuevas costumbres, -espectáculos y festividades, comidas, tertulias y familias patricias, moda femenina, balnearios, paseos y cabalgatas, matrimonios, entierros y velorios, serenatas, procesiones, veladas de teatro, bailes y carnavales. A partir de este momento observamos también, el inicio de procesos socioeconómicos de gran escala. En los años 50 este proceso culminó en la creación de una zona bancaria que emergía y de la cual formaron parte los lotes que terminaron constituyendo el Banco.